# هربرت أبرامز
هربرت أبرامز Herbert Abrams (1921 – 2003) رسام أمريكي. يعتبر من أحد رواد عصره ويتميز أسلوبه بالواقعية التقليدية.
رسم لوحات لرؤساء أمريكيين هما جيمي كارتر وجورج بوش الأب، وتم تعليق هذه اللوحات في البيت الأبيض، كما رسم السيدة الأولى باربارا بوش. كما رسم الكثير من الشخصيات الأمريكية البارزة منهم الجنرال وليام ويسمورلاند والكاتب آرثر ميلر ورائد الفضاء إدوين باز ألدرين.